# Гаскала

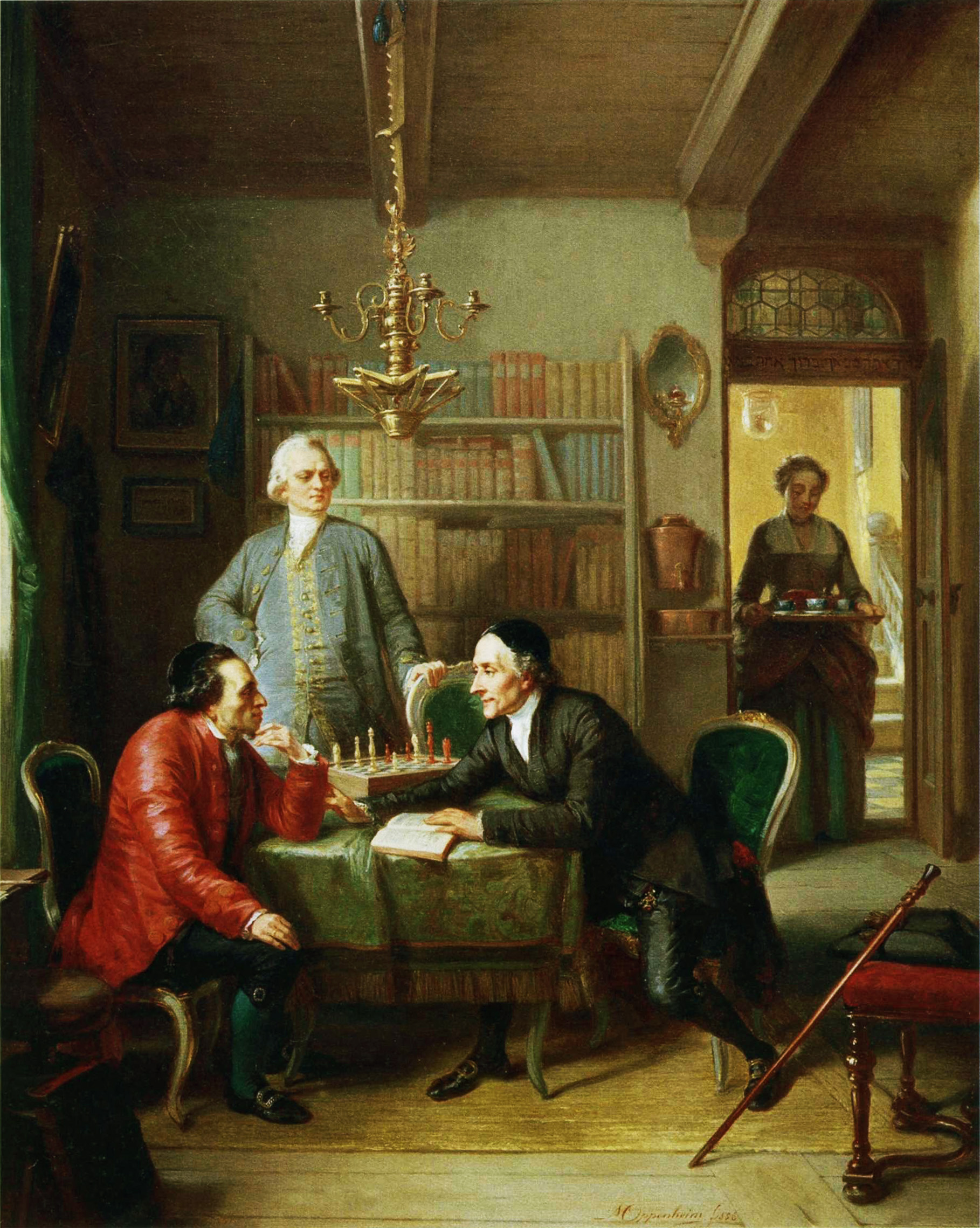
Лессінг і Лафатер в гостях у Мозеса Мендельсона [в Берліні в 1763 році], Моріс Оппенгайм, 1856,3

Гаскала (івр. השכלה — просвітництво від івр. שכל, сехель — здоровий глузд) — єврейське просвітництво — рух, який виник у середовищі євреїв Європи в другій половині XVIII століття, яке виступало за прийняття цінностей Просвітництва, більшу інтеграцію в європейське суспільство, і зростання освіти в області світських наук, івриту та історії єврейського народу. «Гаскала» в цьому сенсі означає початок руху по включенню євреїв Європи в світське життя, що призвів до створення перших єврейських політичних об'єднань і боротьби за скасування дискримінаційних законів (Емансипація євреїв).
Ініціатором руху «Гаскала» вважається Мозес Мендельсон.
Гаскала була поворотним пунктом в новій єврейської історії та стала ідейним джерелом всіх центральних течій єврейської національної думки наступних двох століть. В релігії концепції Гаскали стимулювали як реформізм в юдаїзмі, так і реакцію у вигляді неоортодоксії (див. Ортодоксальний юдаїзм). У мирській сфері Гаскала спричинила за собою не тільки широку мовну і культурну асиміляцію європейського єврейства, але і виникнення нової літератури та ідеологічних течій національного характеру — гебраїзм (руху за відродження мови іврит), ідішізма (як вираження секулярного націоналізму) і політичного сіонізму.
Діячі просвітницького руху «Гаскала» іменуються «маскілім».